# Рікардо Авіла
Рікардо Авіла (ісп. Ricardo Ávila, нар. 4 лютого 1997, Панама) — панамський футболіст, півзахисник клубу «Гент» та національної збірної Панами.

## Клубна кар'єра
Вихованець клубу «Чоррільйо». 17 січня 2015 року в матчі проти «Індепендьєнте» з Ла-Чоррери він дебютував у чемпіонаті Панами. Незважаючи на свій юний вік він швидко здобув собі місце в основному складі і за результатами Апертури 2015 року здобув з командою титул віце-чемпіона Панами. У наступному турнірі Клаусури 2016 року Авіла з командою повторив це досягнення, привернувши до себе увагу представників преси та інших клубів.
У серпні 2016 року Авіла на правах оренди до кінця року перейшов у словенський «Копер», але так і не дебютував за команду, через що орендна угода була розірвана після двох місяців.
Влітку 2017 року Рікардо перейшов у бельгійський «Гент», де став виступати за дублюючу команду.

## Виступи за збірні
2017 року залучався до складу молодіжної збірної Панами до 20 років, з якою Авіла взяв участь у молодіжному чемпіонаті Північної Америки на Коста-Риці. На турнірі Авіла зіграв у всіх п'яти матчах, а у іграх групового етапу проти команд Сент-Кітс і Невіс та Гаїті Рікардо забив по дублю, ставши в підсумку з чотирма голами у п'яти іграх другим бомбардиром турніру.
11 серпня  2016 року дебютував в офіційних іграх у складі національної збірної Панами в товариському матчі проти збірної Гватемали.
У складі збірної був учасником чемпіонату світу 2018 року у Росії.
| Дата       | Місто   | Господарі | Результат | Гості             | Турнір           | Голи | Примітки |
| ---------- | ------- | --------- | --------- | ----------------- | ---------------- | ---- | -------- |
| 10-8-2016  | Панама  | Панама    | 0 – 0     | Гватемала         | товариський матч | -    | 46'      |
| 9-11-2017  | Грац    | Іран      | 2 – 1     | Панама            | товариський матч | -    | 80'      |
| 14-11-2017 | Кардіфф | Уельс     | 1 – 1     | Панама            | товариський матч | -    | 67'      |
| 27-3-2018  | Люцерн  | Швейцарія | 6 – 0     | Панама            | товариський матч | -    | 46'      |
| 29-5-2018  | Панама  | Панама    | 0 – 0     | Північна Ірландія | товариський матч | -    | 46'      |
| Усього     |         | Матчів    | 5         |                   | Голів            | 0    |          |